# Völklinger Hütte
Koordinaten: 49° 15′ 2″ N, 6° 50′ 43″ O

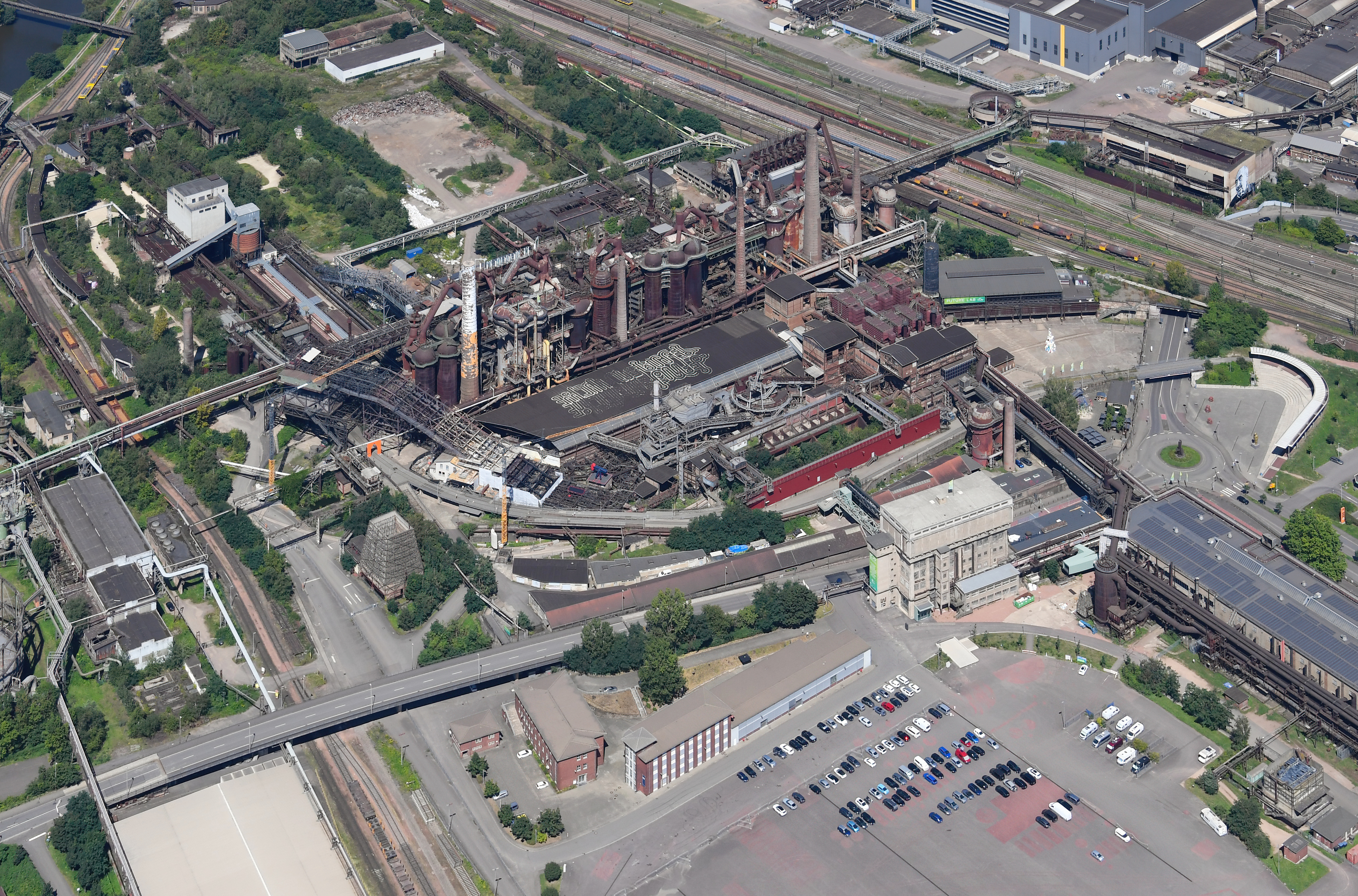
Die Völklinger Hütte 2024 aus der Luft gesehen

Die Völklinger Hütte ist ein 1873 gegründetes ehemaliges Eisenwerk in der saarländischen Stadt Völklingen. Es wurde 1986 stillgelegt.
1994 erhob die UNESCO die Roheisenerzeugung der Völklinger Hütte als erstes Industriedenkmal aus dem Zeitalter der Industrialisierung in den Rang eines Weltkulturerbes der Menschheit. 2007 wurde sie für die Auszeichnung als Historisches Wahrzeichen der Ingenieurbaukunst in Deutschland nominiert. Sie ist ein geschütztes Kulturgut nach der Haager Konvention.
Das Weltkulturerbe Völklinger Hütte ist heute ein wichtiger Standort der Industriekultur in Europa und Ankerpunkt der Europäischen Route der Industriekultur (ERIH).

## Geographische Lage
Die Hütte befindet sich südwestlich der Innenstadt Völklingens, unmittelbar am Bahnhof Völklingen, dessen umfangreiche Gleisanlagen dem Rohstofftransport und dem Personenverkehr zur Hütte dienten.

## Geschichte
1873 gründete der Hütteningenieur Julius Buch bei Völklingen an der Saar ein Puddel- und Walzwerk. Nach sechs Jahren musste er sein Werk schließen, da der Betrieb sich aufgrund billiger Importe britischen Roheisens und fehlender Einfuhrzölle nicht länger rentierte.
Im Jahr 1881 kauften die Gebrüder Röchling unter Leitung von Carl Röchling die stillgelegten Anlagen und wenig später konnte der erste Hochofen in Betrieb gehen. 1890 waren die „Röchling’schen Eisen- und Stahlwerke“ der größte Eisenträgerhersteller Deutschlands.
Ein Jahr später wurde das Thomas-Stahlwerk der Völklinger Hütte eröffnet. Das Thomas-Verfahren wurde relativ spät eingeführt, zeigte jedoch bald Erfolge. Denn nun konnte auch die lothringische Minette, ein Eisenerz aus der benachbarten Grenzregion, in Völklingen verhüttet werden. Bis 1963 wurde die Minette zur Verhüttung eingesetzt.

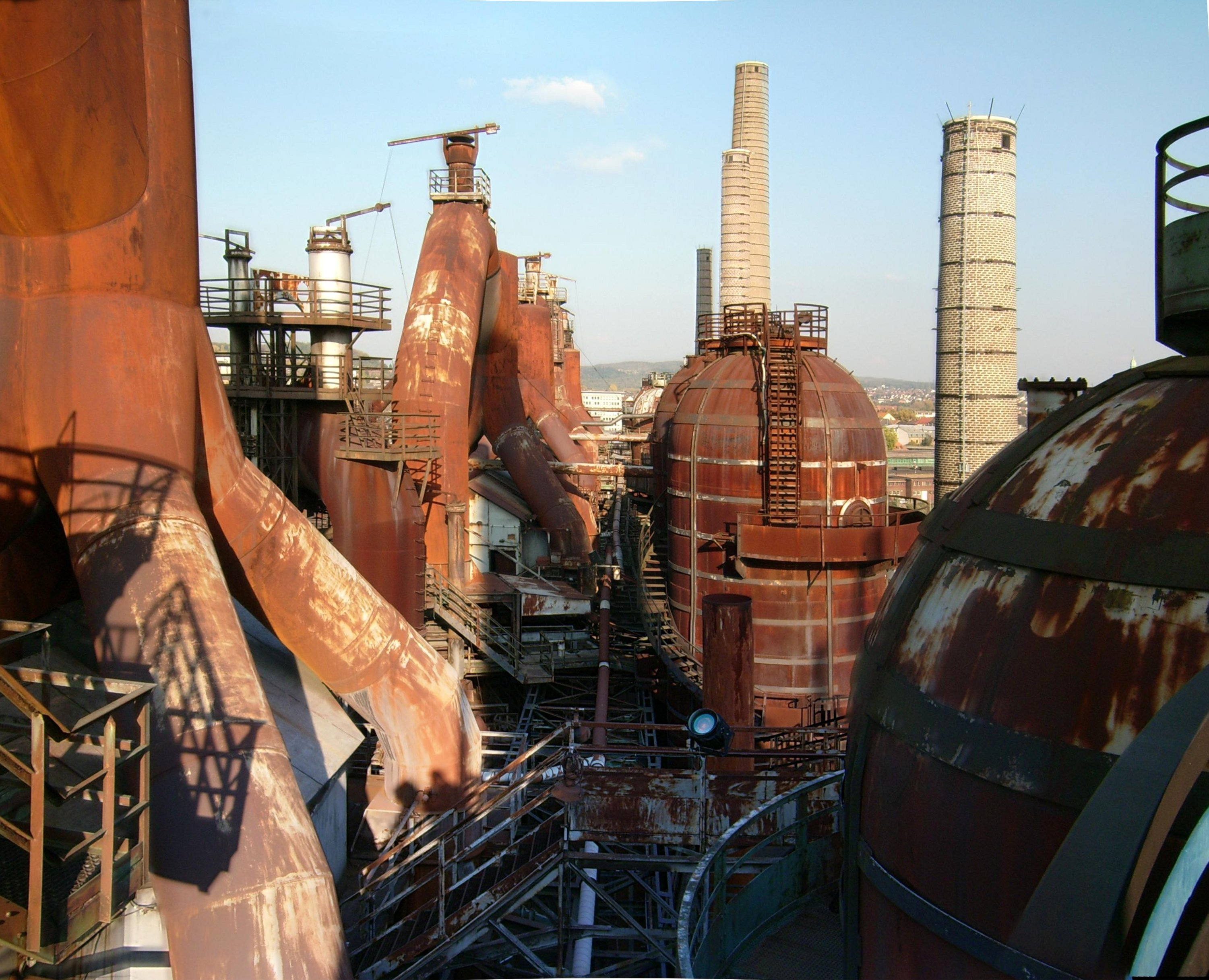
Die Winderhitzer der Völklinger Hütte

Um die zur Stahlherstellung notwendigen hohen Temperaturen zu erreichen, brauchte man vor allem Koks. Deshalb wurde 1897 die erste Koksbatterie direkt neben den Hochöfen errichtet. Drei Jahre später nahm die erste Gasgebläsemaschine ihren Betrieb auf. 1911–1914 entstand die Hängebahnanlage mit ihren charakteristischen Schrägaufzügen zur Beschickung der Hochöfen.
Ins Jahr 1911 fällt der Einsatz der weltweit ersten Trockengasreinigung. Diese reinigte das im Hochofenprozess anfallende Gichtgas von Festbestandteilen. Anschließend konnte das Gas zum Antrieb der Gasgebläsemaschinen und zum Heizen der Cowper und der Koksbatterien genutzt werden. Die Technik war so erfolgreich, dass sie weltweite Verbreitung fand.
1913 erfolgte der Bau der Möllerhalle in der neuen Stahlbetontechnik zur Lagerung von aufbereitetem Erz.
Während des Ersten Weltkrieges arbeiteten bis zu 1.446 russische Kriegsgefangene sowie Zwangsarbeiter aus Polen, Belgien, Frankreich und Italien in den Röchling‘schen Eisen- und Stahlwerken. Mindestens 143 von ihnen kamen in dieser Zeit zu Tode.
1917/1918 erfolgte der Bau des Wasserhochbehälters in Betonskelettbautechnik.
Nach Ende des Ersten Weltkrieges stand die Völklinger Hütte bis 1922 unter französischer Sequesterverwaltung.
Am 16. Januar 1928 explodierte ein Hochofen. Dies war das bis dahin schwerste Einzelunglück in der Geschichte der Völklinger Hütte – 13 Menschen starben.
Als 1928 die Sintertechnik Einzug hielt, entstand in Völklingen eine der modernsten und größten Sinteranlagen Europas. Sie erlaubte das Recycling von Abfallprodukten wie Gichtstaub und Feinerz.
Während des Zweiten Weltkrieges arbeiteten etwa 70.000 Zwangsarbeiter und Kriegsgefangene in den Bergwerken, Hütten und Fabriken des Saarreviers. In der Völklinger Hütte waren von 1942 bis November 1944 12.393 Männer und Frauen aus Albanien, Belgien, Bulgarien, Dänemark, Estland, Frankreich, Italien, Jugoslawien, Kroatien, Luxemburg, Litauen, Marokko, Niederlande, Polen, Serbien, Slowenien, der Sowjetunion, Tschechien, Ukraine und Ungarn unter schwersten Bedingungen beschäftigt. 261 Zwangsarbeiter und Kriegsgefangene kamen in dieser Zeit ums Leben.

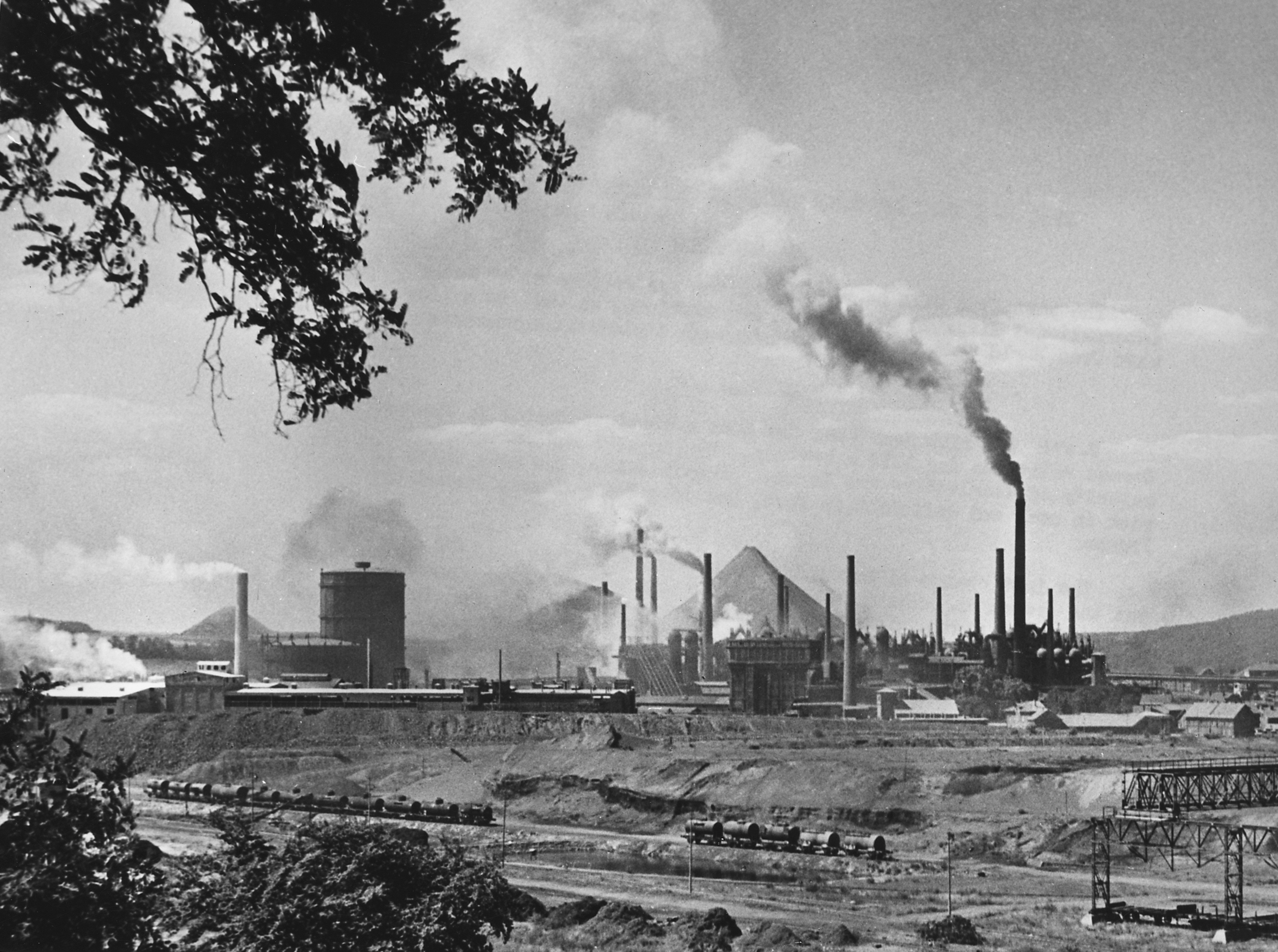
Gesamtansicht ca. 1948–1955, amerikanische Archivaufnahme

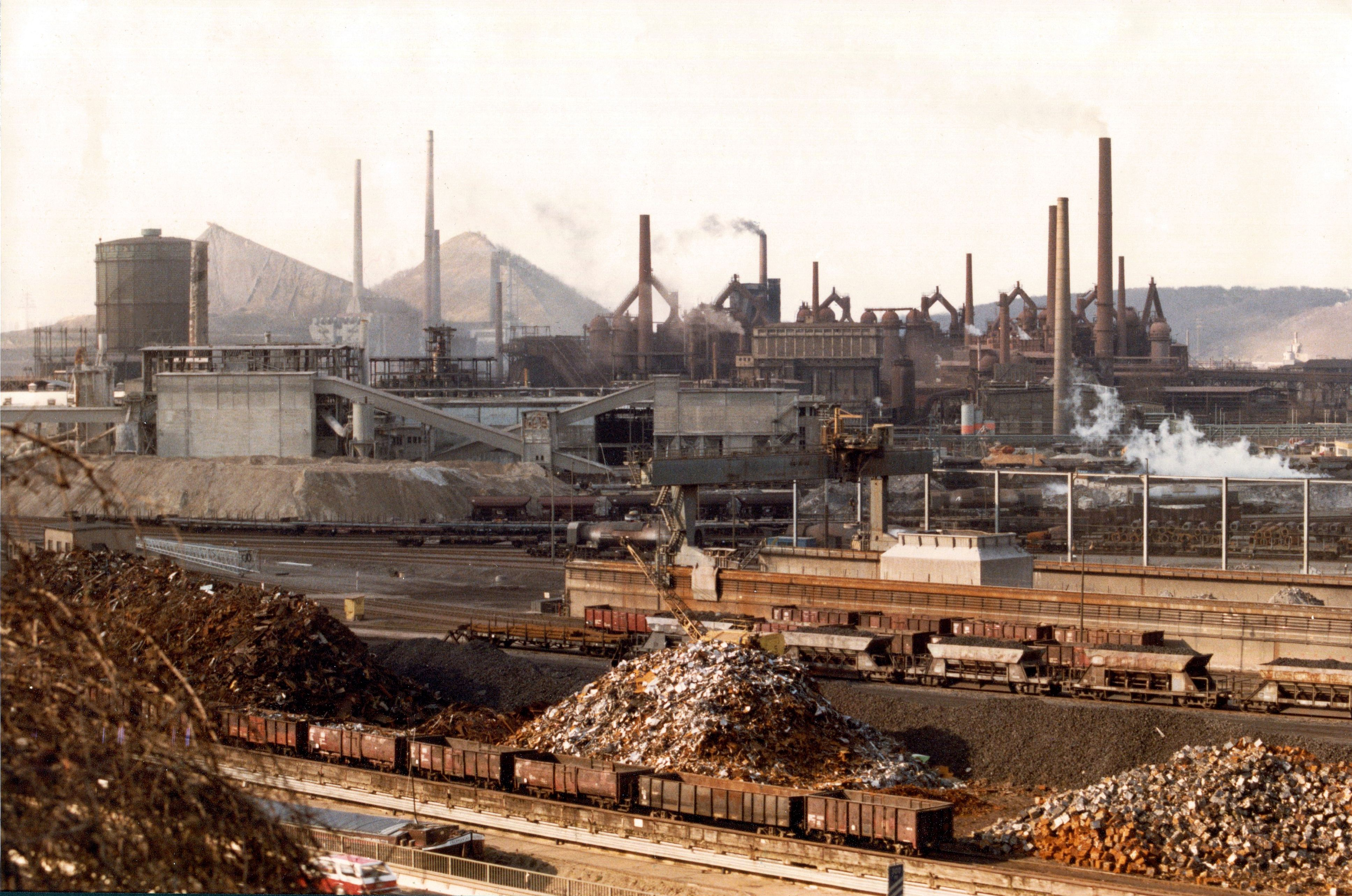
Völklinger Hütte in Betrieb (1980)

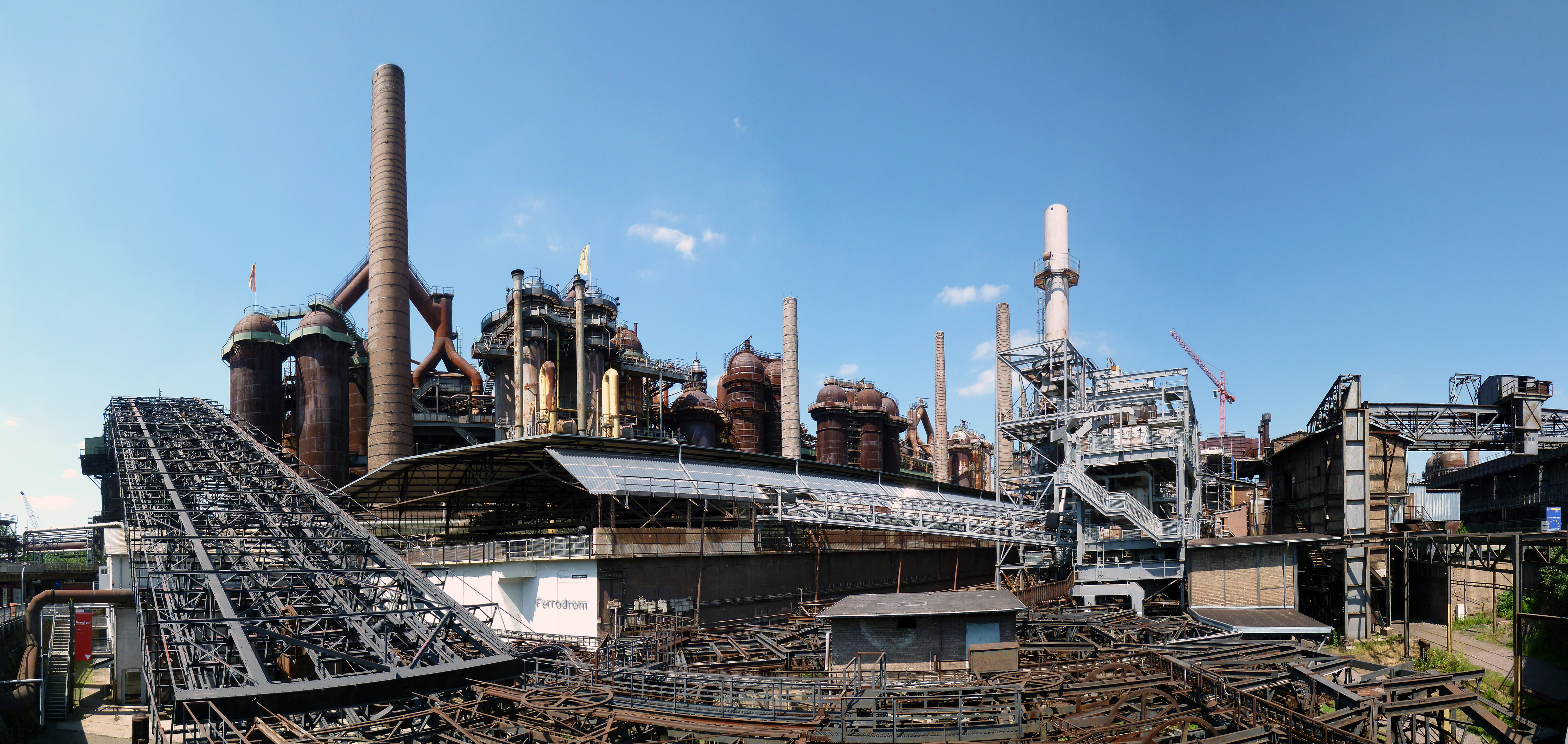
Völklinger Hütte (2010)

Nach dem Zweiten Weltkrieg wurde die Völklinger Hütte abermals unter französische Sequesterverwaltung gestellt.
1952 erreichte die Hütte ihren Produktionshöchststand, bedingt durch den Bauboom in der Nachkriegszeit. Erst mit der Rückkehr des Saarlandes nach Deutschland Ende 1956 erhielten die alten Besitzer, die Industriellenfamilie Röchling, die Völklinger Hütte zurück.
Im Jahr 1965 zählten die gesamten Produktions- und Verwaltungsbereiche der Völklinger Hütte insgesamt 17.000 Mitarbeiter. Die weltweite Stahlkrise erfasste 1975 auch die Völklinger Hütte. Während der luxemburgische Stahlkonzern Arbed bis 1971 im Saarland den Standort Burbach betrieb, fusionierte die Völklinger Hütte mit den „Vereinigten Hüttenwerken Burbach-Eich-Düdelingen“ zur gemeinsam mit Röchling betriebenen „Stahlwerke Röchling-Burbach GmbH“. Mit der Integration des Neunkirchener Eisenwerks wurde 1982 die Arbed Saarstahl GmbH geschaffen. Daraus entstand 1986 die Saarstahl Völklingen GmbH und 1989 die Saarstahl AG. Umgangssprachlich wird das gesamte Völklinger Werksgelände der Saarstahl AG ebenfalls als Völklinger Hütte bezeichnet.
Wenige Tage vor Stilllegung des Werks am 4. Juli 1986, wurde die gesamte Hochofenanlage unter Denkmalschutz gestellt.
Anfang der 1990er Jahre wurde das Industriedenkmal der Öffentlichkeit zugänglich gemacht. Seither finden auf dem Gelände verschiedenste Kulturveranstaltungen statt. Das Spektrum reicht vom Open-Air-Rockkonzert über Kammermusik bis hin zu Ausstellungen über Mensch, Natur und Technik.

## Weltkulturerbe Völklinger Hütte
1994 erklärte die UNESCO die Roheisenerzeugung der Völklinger Hütte zum Weltkulturerbe. Das heutige Welterbe umfasst mit 7,46 Hektar Grundfläche nur einen Bruchteil des rund 260 Hektar großen Völklinger Saarstahl-Areals.
Die „Stiftung Industriekultur“ wurde Anfang 1996 mit dem Ziel gegründet, die Geschichte der Völklinger Hütte zu präsentieren und das Gelände kulturell zu erschließen. In der Wirkungszeit ihres Vorstands Franz Zeithammer (bis Februar 1998) geriet sie nach Anfangserfolgen in finanzielle Turbulenzen. Im Juli 1999 wurde die Stiftung durch die neue Trägergesellschaft „Weltkulturerbe Völklinger Hütte – Europäisches Zentrum für Kunst und Industriekultur“ abgelöst. Zum ersten Generaldirektor und Leiter der Geschäftsführung berief das Saarland den Kulturmanager Meinrad Maria Grewenig.
Die Hüttenlandschaft wird seit 1999 durch eine Lichtinstallation von Hans Peter Kuhn illuminiert. Im Jahr 2001 folgte die Erweiterung der nächtlichen Szenerie um eine Lichtinstallation des Wasserhochbehälters und des Pumpenhauses von Michael Seyl. Seit 2021 sind dank Austausch der alten Leuchtkörper gegen LED-Strahler sowie einer neuen Digitalsteuerung wechselnde Lichtprogramme möglich.
Seit 2004 kann das ScienceCenter Ferrodrom erkundet werden, eine multimediale Erlebniswelt rund um Eisen und Stahl. Es gibt Exponate zur Kulturgeschichte des Eisens, Eisen zum Anfassen, Filme, und Interviews mit Zeitzeugen.
2012 war das Areal erstmals Veranstaltungsort des electro magnetic. Im Rahmen der „European Festival Awards“ im holländischen Groningen wurde es als „Bestes Neues Festival Europas 2012“ ausgezeichnet und lief erfolgreich bis ins Jahr 2019.
Seit 1. Mai 2020 ist Ralf Beil Generaldirektor des Weltkulturerbes Völklinger Hütte.
Anstelle des pandemiebedingt ausgefallenen electro-magnetic-Festivals fand 2020 der Performance-Parcours „Staatstheater goes Völklinger Hütte“ in Kooperation mit dem Saarländischen Staatstheater statt: Best Practice Pandemic Theatre auf dem weitläufigen Gelände des Welterbes Völklinger Hütte.

### Betriebsanlagen der Völklinger Hütte

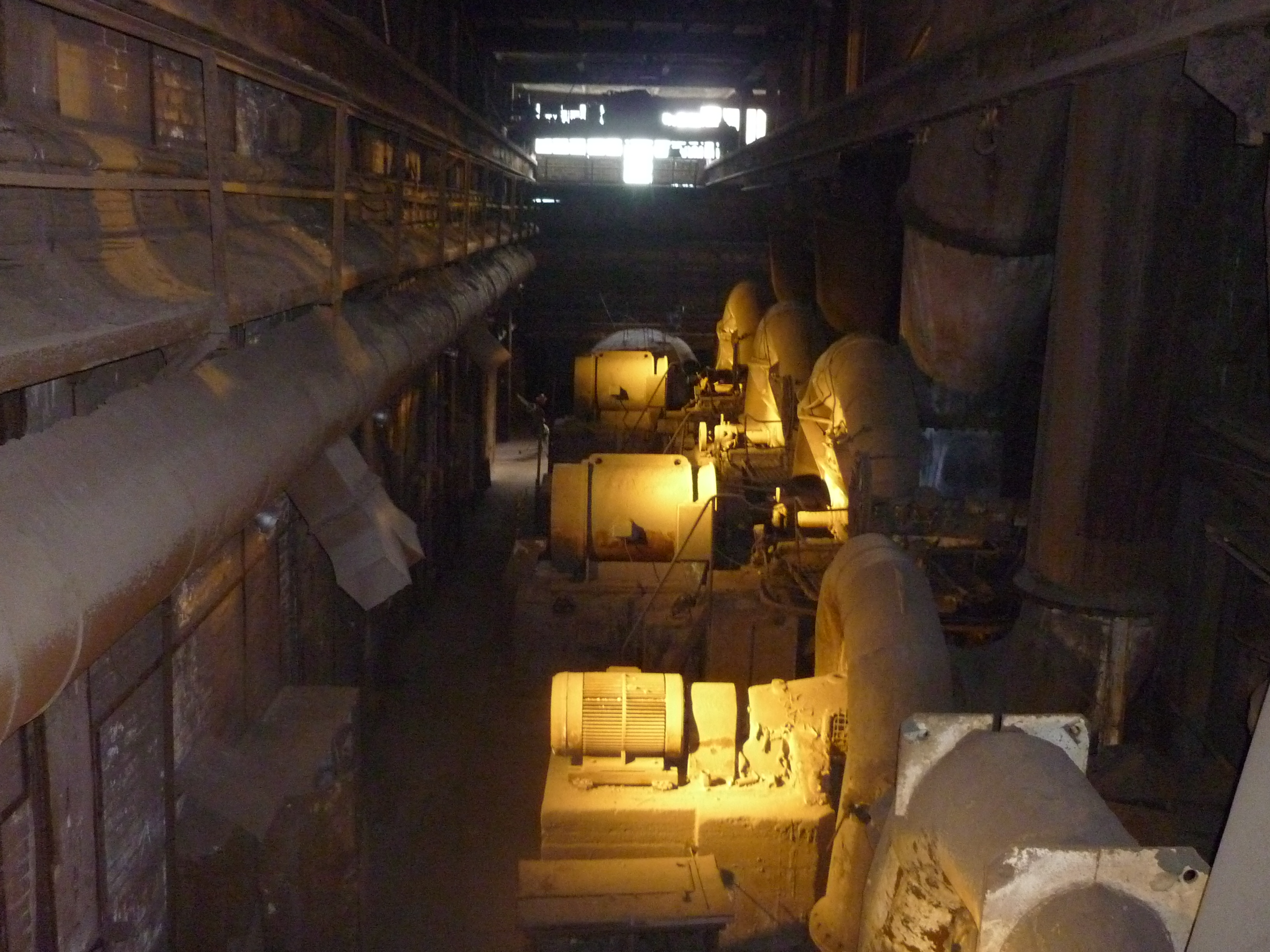
Sinteranlage der Völklinger Hütte

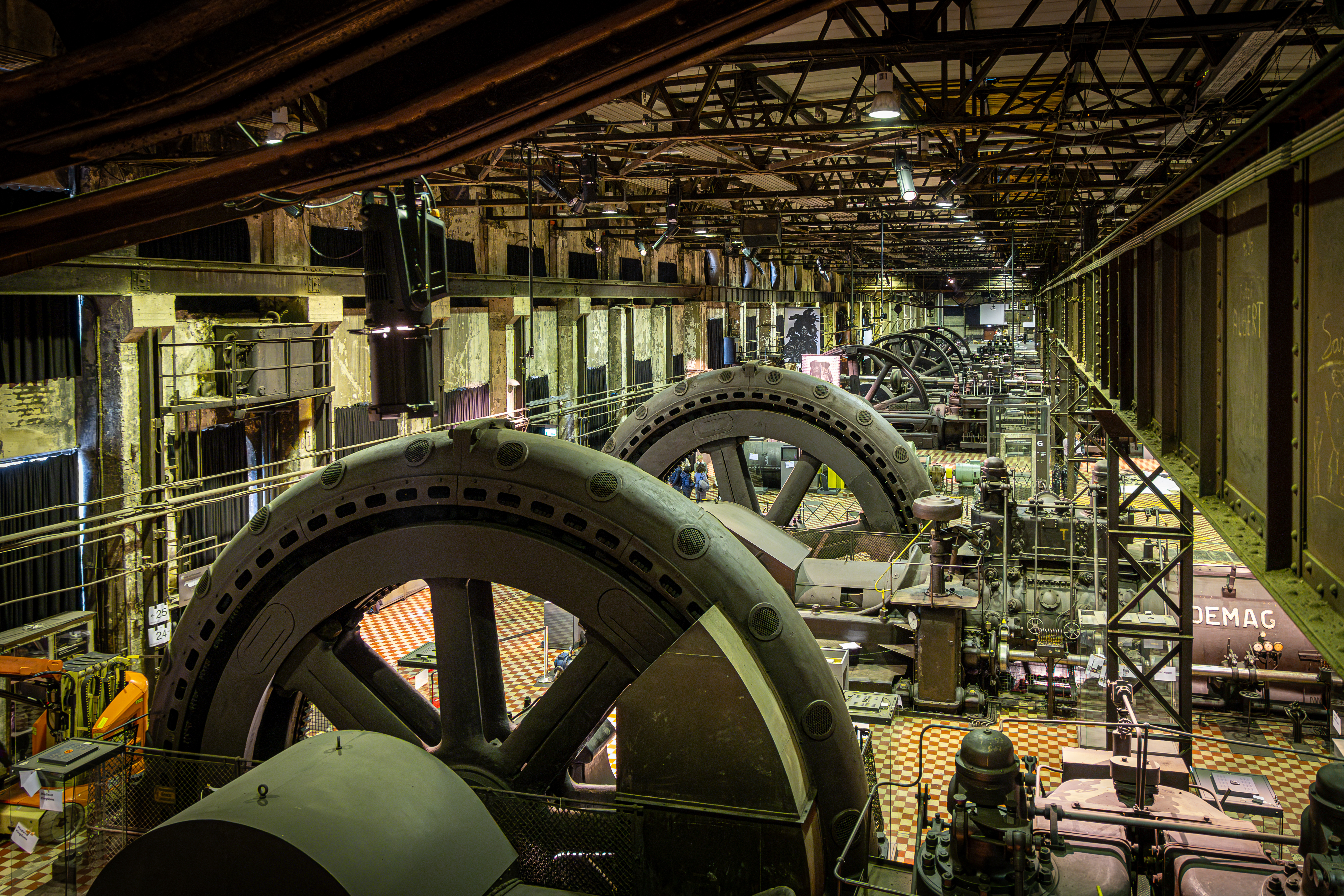
Gebläsehalle der Völklinger Hütte

Folgende Bereiche des ehemaligen Eisenwerkes können besichtigt werden:
1. Sinteranlage: Sie diente der Nutzung von Feinerzen. Sintern ist die Stückigmachung von staubförmigen bis feinkörnigen Stoffen. Beim Sintern von Eisenerzen geschieht dies durch ihre Erhitzung bis zur Schmelztemperatur. Die Erze werden zusammen mit Koks oder Anthrazit auf ein Band gegeben und dieses durch heißen Wind angezündet. Der Koks glüht die Erzmasse durch. Am Ende des Sinterbandes wird der Sinterkuchen in kleine Stücke gebrochen, anschließend abgekühlt und gesiebt. In der Sinteranlage der Völklinger Hütte befindet sich heute das UNESCO-Besucherzentrum.
2. Erzhalle: Sie diente zur Lagerung von Eisenerzen und wird heute für Ausstellungen genutzt. Vom Dach der Erzhalle kann man das Stahlwerk der Saarstahl AG sehen.
3. Möllerhalle: Sie diente zur Lagerung von Eisenerzen, Sinter, Schrott und Kalk. Aus diesen Zutaten wurde der Möller, also das Gemisch für den Hochofen, zusammengestellt. Die Rohstoffe wurden mit der Bahn in die Möllerhalle gefahren und von oben abgekippt. Die Bunkertaschen laufen unten spitz zu und sind mit Schiebern versehen. So konnte der Möller in die Hängebahnwagen gefüllt werden. Diese wurden dann auf die Gichtbühne gefahren und von oben in die Hochöfen gekippt. Teile der Möllerhalle werden heute für Ausstellungen genutzt. In ihrem Untergeschoss befindet sich das Science-Center Ferrodrom. Hier wird die Geschichte der Eisenverarbeitung dargestellt.
4. Hochofengruppe: Sie darf nur mit einem Schutzhelm betreten werden.
  1. Die Winderhitzer sind 30 bis 40 Meter hoch. Sie erwärmten die Luft, die von unten in die Hochöfen geblasen wurde, auf bis zu 1200 °C. Außen haben sie einen Stahlmantel, im Inneren sind sie zu zwei Dritteln des Querschnittes mit gelochten Steinen ausgemauert. Die Ausmauerung bildet den Wärmespeicher. Für jeden Hochofen existieren drei Winderhitzer. Der erste Winderhitzer war immer auf Wind eingestellt, er heizte also den Wind auf, der zweite war auf Gas eingestellt und wurde aufgeheizt, der dritte stand in Reserve. Nach 90 Minuten, wenn die Wärme der Steine verbraucht war, wurde von Wind auf Gas umgeschaltet. Zu jeder Winderhitzergruppe gehört ein Kamin, der bis zu 80 Meter hoch ist. Der heiße Wind wurde von unten in die Hochöfen eingeblasen.
  2. Gichtbühne auf 27 m Höhe: Sie diente dem Befüllen der Hochöfen von oben mit 15 Hängebahnwagen pro Befüllvorgang (Charge): Abwechselnd wurden eine Lage Koks sowie eine Mischung aus Eisenerz, Sinter, Schrott und Zusatzstoffen in den Ofen gekippt. Der Abstich des flüssigen Roheisens erfolgte von unten mit einer Abstichmaschine. Schlacke wurde gesondert abgestochen. Die Gichtgase wurden abgefangen und nach Reinigung von Staubpartikeln zur Gebläsehalle geleitet, wo sie die Gebläsemaschinen antrieben, die den Kaltwind erzeugten und in die Winderhitzer leiteten. Von der Gichtbühne und einer Gruppe von drei zugänglichen Winderhitzern hat man eine hervorragende Aussicht auf Völklingen.
  3. Hochöfen i. e. S.: Höhe 27 m, Durchmesser 10 m. Sie sind von Gerüsten umgeben und von außen nicht zu sehen. Die Wände des Hochofens bestehen aus 5 cm dicken Stahlplatten. Im Innern ist der Hochofen mit feuerfestem Mauerwerk ausgekleidet. Die Außenflächen wurden mit Wasser gekühlt.
  4. Hängebahnwagen versorgten alle sechs Hochöfen mit Erz und Koks. Sie wurden mit zwei Schrägaufzügen auf die Gichtbühne befördert und beschickten die Hochöfen.
5. Die Kokerei diente der Umwandlung von Steinkohle in Koks, der im Hochofen eingesetzt wurde. Die beim Kokereiprozess anfallenden Wertstoffe wie Teer, Ammoniak, Benzol, Schwefel und Kokereigas wurden aufgefangen und weiterverarbeitet. Das Kokereigas war ein wichtiger Bestandteil des Stadtgases.
6. Vom ehemaligen Kohlengleis aus kann man alle sechs Hochöfen zusammen sehen.
7. Handwerkergasse. Hier hatten die Betriebshandwerker ihre Werkstätten. Besonders wichtig waren Maurer, die die Hochöfen innen ausmauern mussten, wenn die feuerfesten Steine nach 10 bis 15 Jahren abgenutzt waren.
8. Die Gasometer dienten der Zwischenspeicherung des Hochofengases (Gicht) und des Kokereigases. Sie gehören heute zur Saarstahl AG.
9. In der Gebläsehalle stehen riesige Gasmaschinen. Sie wurden mit Gichtgas angetrieben und erzeugten den Wind für die Hochöfen. Teile der Gebläsehalle werden heute für Ausstellungen genutzt.

### Sonderausstellungen (Auswahl)
- Prometheus. Menschen. Bilder. Visionen. (6. September 1998 bis 31. Januar 1999)
- Leonardo da Vinci – Maschine Mensch (1. November 2002 bis 30. März 2003)
- Der 11. September. (30. März 2003 bis 2. November 2003)
- magnum – 50 Jahre Weltgeschichte (13. April 2003 bis 2. November 2003)
- GameArt (22. November 2003 bis 18. April 2004)
- InkaGold – 3000 Jahre Hochkulturen – Meisterwerke aus dem Larco Museum Peru (17. Juli 2004 bis 3. April 2005)
- Schätze aus 1001 Nacht – Faszination Morgenland (14. Mai 2005 bis 13. November 2005)
- nackt – nu 1850–1900 (11. Dezember 2005 bis 23. April 2006; zeigte über 100 historische Aktfotografien aus der saarländischen Sammlung Uwe Scheid)
- Macht&Pracht. Europas Glanz im 19. Jahrhundert (20. Mai 2006 bis 15. April 2007; über den Glanz Europas im 19. Jahrhundert)
- Genius I. Die Mission: entdecken erforschen erfinden (13. Mai 2007 bis 30. März 2008; „eine spannende Reise zu den Sehnsüchten, Träumen und Visionen der Menschheit“)
- Duane Hanson – Sculptures of the American Dream (20. Oktober 2007 bis 12. Mai 2008)
- Staatsgeschenke – 60 Jahre Deutschland (16. Mai 2009 bis 5. September 2010)
- Dein Gehirn. denken.fühlen.handeln. (16. Mai 2009 bis 25. Juli 2010)
- Die Kelten – Druiden. Fürsten. Krieger. Das Leben der Kelten in der Eisenzeit (20. November 2010 bis 22. Mai 2011)
- UrbanArt – Graffiti 21. 17. April 2011 bis 1. November 2011
- Mel Ramos – 50 Jahre Pop-Art (18. Juni 2011 bis 8. Januar 2012)
- Allen Jones – Off the Wall – PopArt von 1957–2009 (13. Oktober 2012 bis 16. Juni 2013)
- Mythos Ferrari – Fotografien Günter Raupp (22. September 2012 bis 24. März 2013)
- UrbanArt Biennale 2013 (24. März 2013 bis 1. November 2013)
- Generation Pop – hear me! feel me! love me! (15. September 2013 bis 15. Juni 2014)[11]
- Ägypten – Götter. Menschen. Pharaonen. (25. Juli 2014 bis 22. Februar 2015, verlängert bis 12. April 2015)[12]
- UrbanArt Biennale 2015 (29. März 2015 bis 1. November 2015)
- Schädel – Ikone, Mythos, Kult (25. Juli 2015 bis 3. April 2016)
- Buddha – Sammler öffnen ihre Schatzkammern. 232 Meisterwerke buddhistischer Kunst aus 2.000 Jahren. (25. Juni 2016 bis 19. Februar 2017)
- Inka – Gold. Macht. Gott. 3.000 Jahre Hochkultur (9. April 2017 bis 8. April 2018)[13]
- UrbanArt Biennale 2017. 9. April 2017 bis 5. November 2017
- Legende Queen Elisabeth II. – Sammlung von Luciano Pelizzari (19. Mai 2018 bis: 6. Januar 2019)
- Banksy's Dismaland and Others – Fotografien von Barry Cawston (25. März 2018 bis 4. November 2018)
- Second Life – 100 Arbeiter – Skulpturenprojekt von Ottmar Hörl (1. Mai 2018 bis 31. Dezember 2018)
- UrbanArt Biennale 2019. 14. April 2019 bis 3. November 2019
- PharaonenGold. 3000 Jahre altägyptische Hochkultur (18. Mai bis 24. November 2019; verlängert bis 26. April 2020)
- Afrika – Im Blick der Fotografen. 3. April 2020 bis 31. Januar 2021.
- Mon Trésor. Europas Schatz im Saarland. 19. März 2021 bis 27. Juni 2021.
- 1986 zurück in die Gegenwart. Fotografien von Michael Kerstgens. 25. April 2021 bis 28. November 2021.
- Julian Rosefeldt. When we are gone. 11. Dezember 2022 bis 3. September 2023.
- Jens Harder – THE STORY OF PLANET A (16. April 2023 bis 26. November 2023)[14]
- Urban Art Biennale 2024. 28. April bis 10. November 2024
- Der deutsche Film – 1895 bis heute. 15.10.2023 bis 15.09.2024[15]
- THE TRUE SIZE OF AFRICA, 9. November 2024 bis 17. August 2025
- X-RAY – Der Röntgenblick in Kunst, Wissenschaft, Film, Mode und Architektur,  9. November 2025 bis 16. August 2026

## Sonstiges
- 1989 wurde das Weltkulturerbe Völklinger Hütte als Drehort für Pete Yorks Schlagzeug-Show „Super Drumming“ genutzt.
- Seit 1989 befinden sich in der Handwerkergasse Ateliers, die den Kunststudierenden der Hochschule der Bildenden Künste Saar zur Verfügung gestellt werden.
- Im Juni 2001 zeichnete das ZDF für arte ein Gastspiel des Bahia-Ballets (Balé do Teatro Castro Alves) in der Gebläsehalle des Weltkulturerbes Völklinger Hütte auf.
- 2007 wurde auf dem Gelände der Völklinger Hütte ein Teil des Films Die Wilden Kerle 5 gedreht.
- 2013 war die Völklinger Hütte Drehort für die Kafka-Verfilmung von Der Bau von Oscar-Preisträger Jochen Alexander Freydank.
- 2013 war die Völklinger Hütte virtuelle Filmkulisse für den Science-Fiction-Kurzfilm Dystopia.
- 2016 war die Völklinger Hütte Drehort des mehrfach ausgezeichneten Spielfilms „Luft“ des Regisseurs Anatol Schuster.[16]
- 2018 realisierte der französische Künstler Christian Boltanski zwei Installationen im Weltkulturerbe Völklinger Hütte: – mit der Installation „Die Zwangsarbeiter | Erinnerungsort in der Völklinger Hütte“[17] erinnert er an die Zwangsarbeiter und Zwangsarbeiterinnen und ihre Schicksale im Ersten und im Zweiten Weltkrieg. – mit „Erinnerungen | Souvenirs | Memories“[18] setzt er den Menschen, die in der Völklinger Hütte gearbeitet haben, ein besonderes Denkmal.
- 2021 wurde das Weltkulturerbe Völklinger Hütte als Drehort für die deutsche Hip-Hop-Crew Genetikk und ihren Song „Vielleicht“ genutzt.

## Galerie

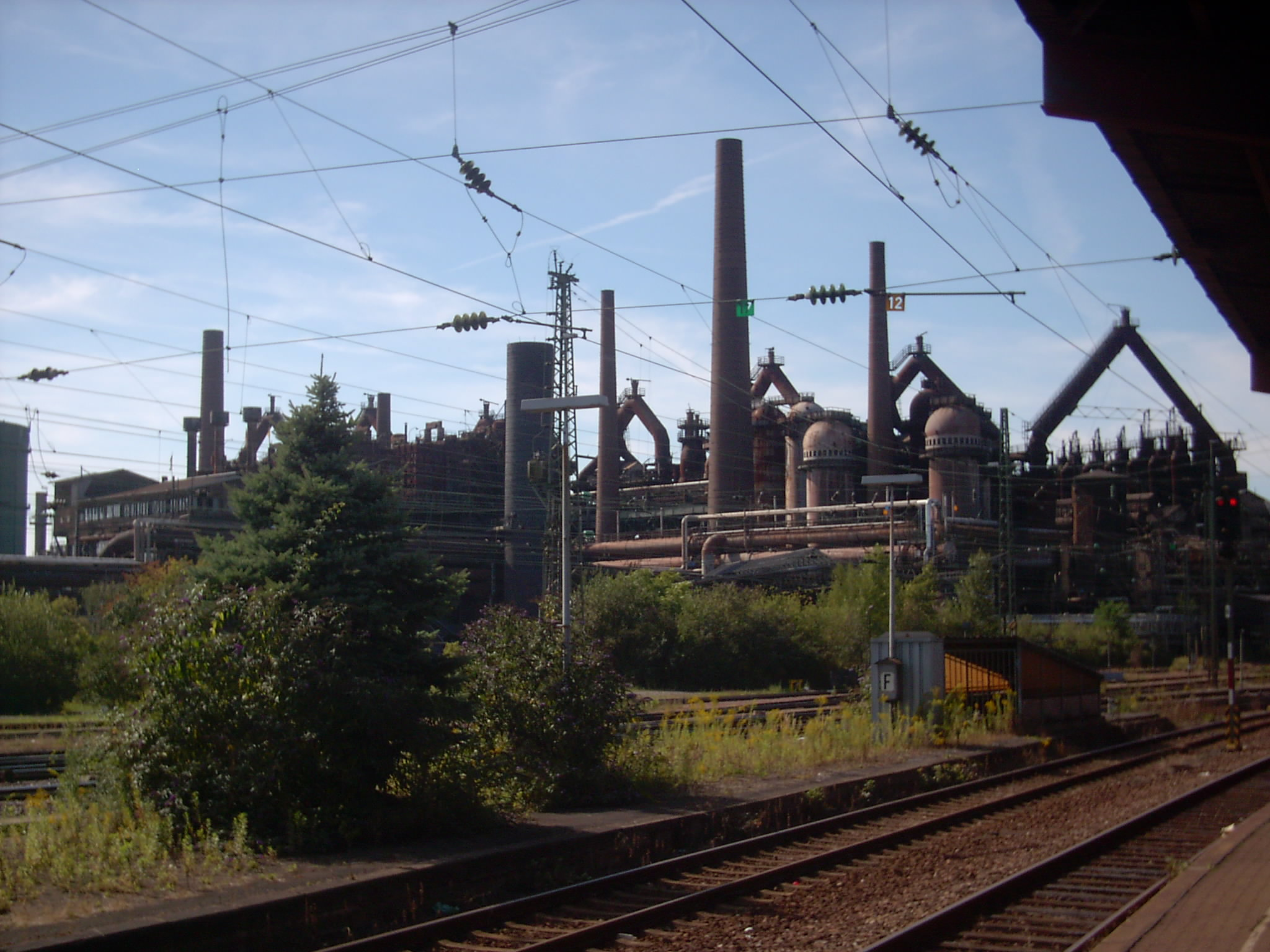
Außenansicht, von der Saarstrecke aus gesehen
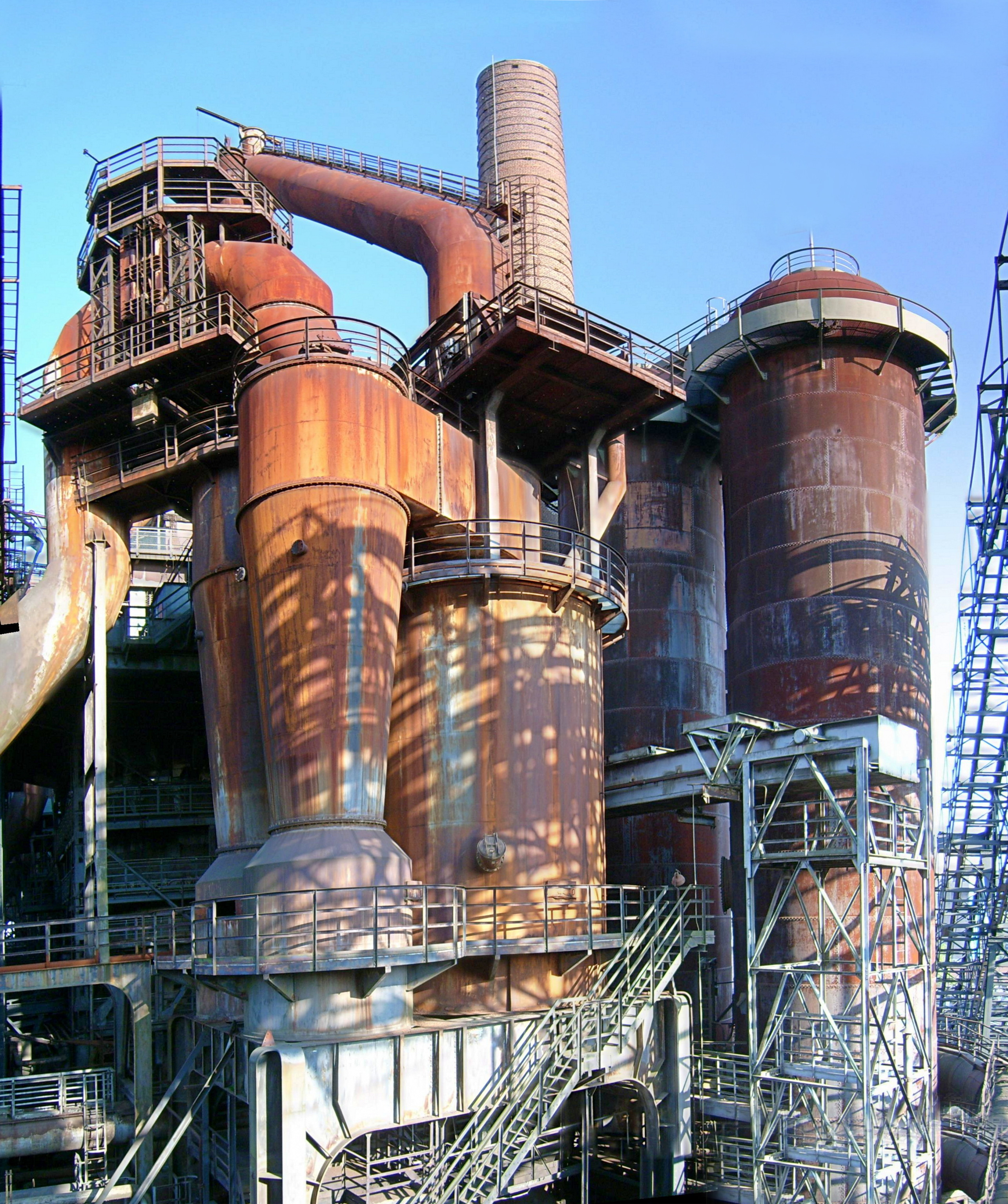
Hochofen
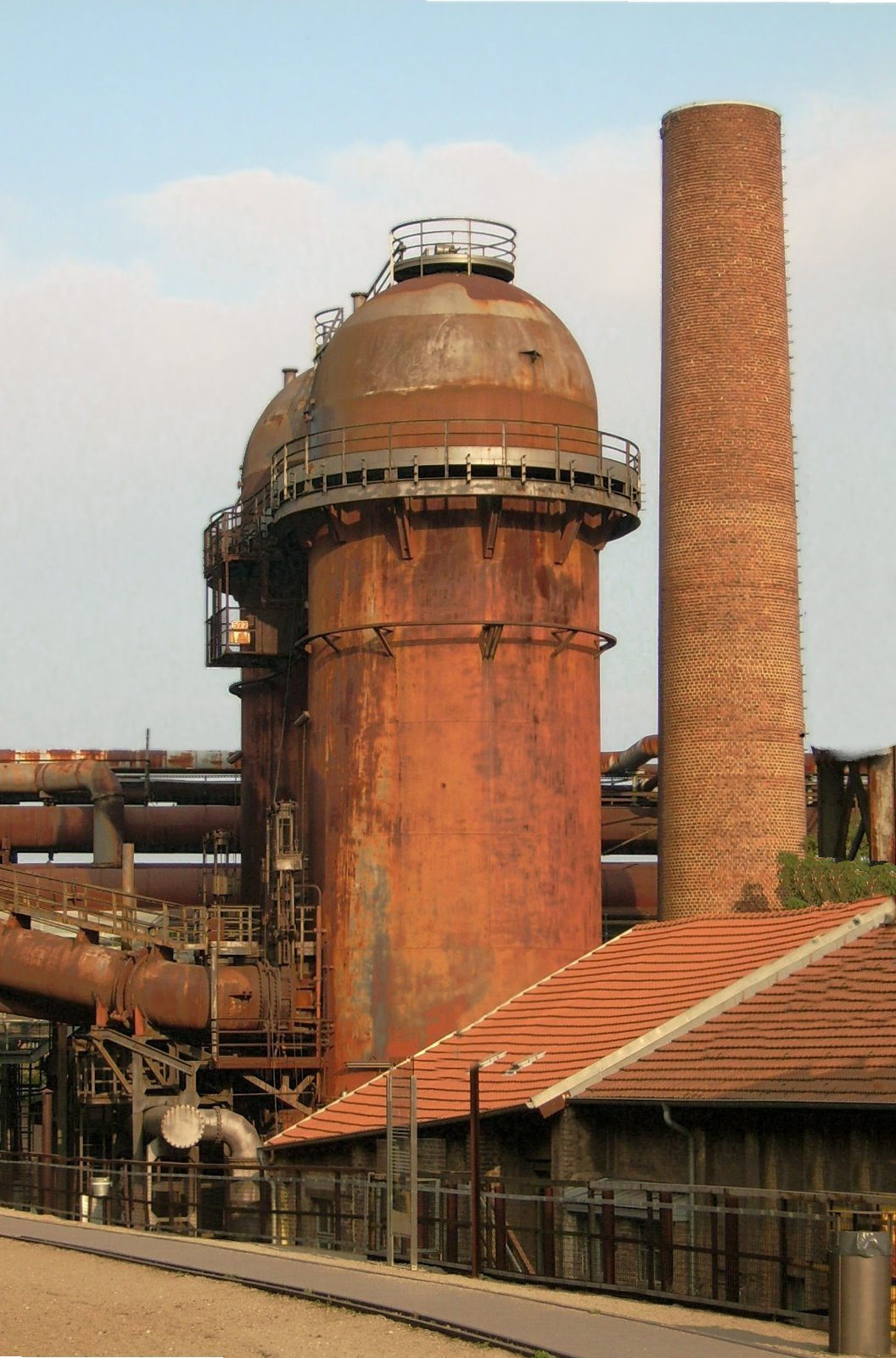
Winderhitzer
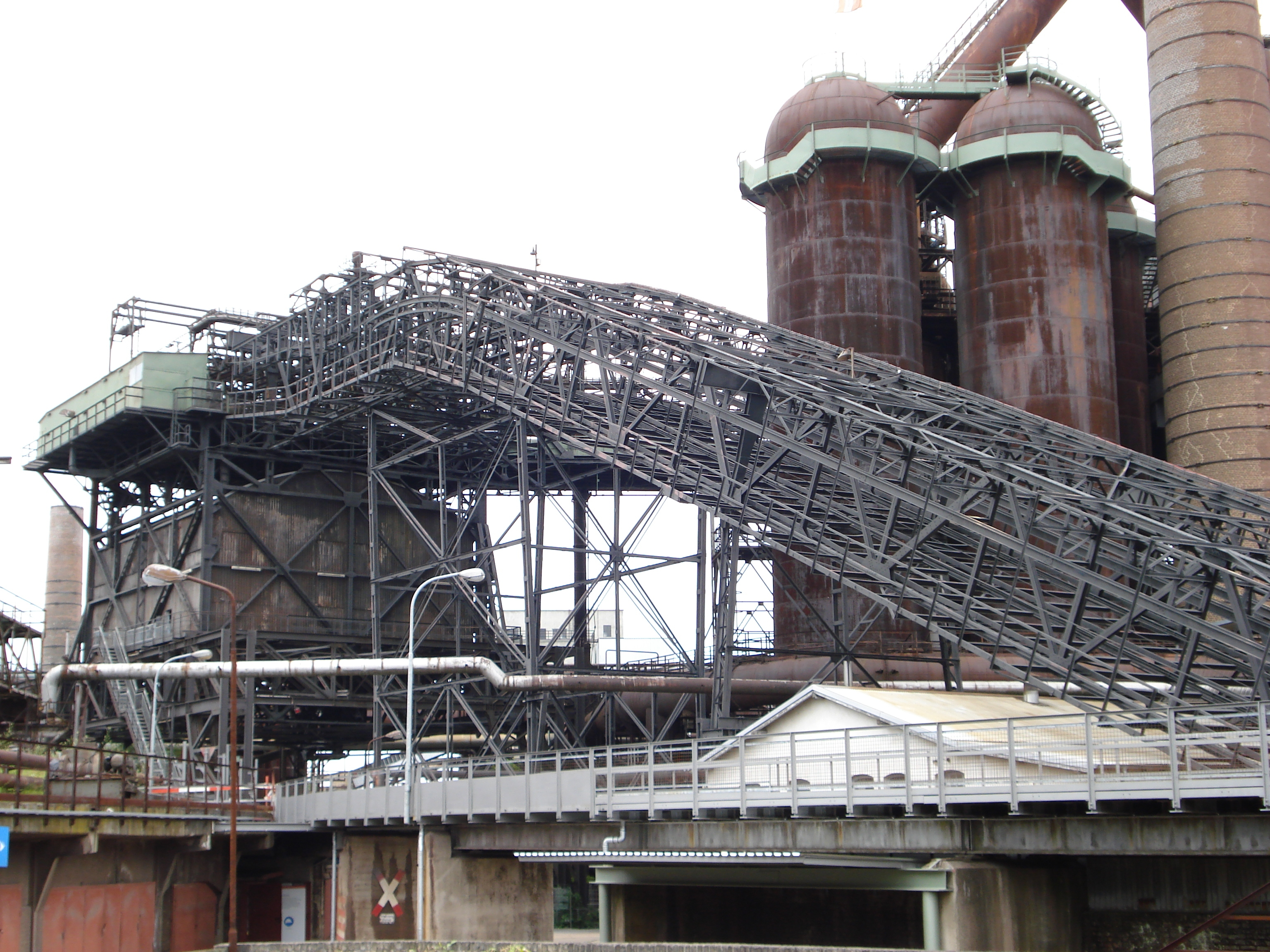
Erzschrägaufzug
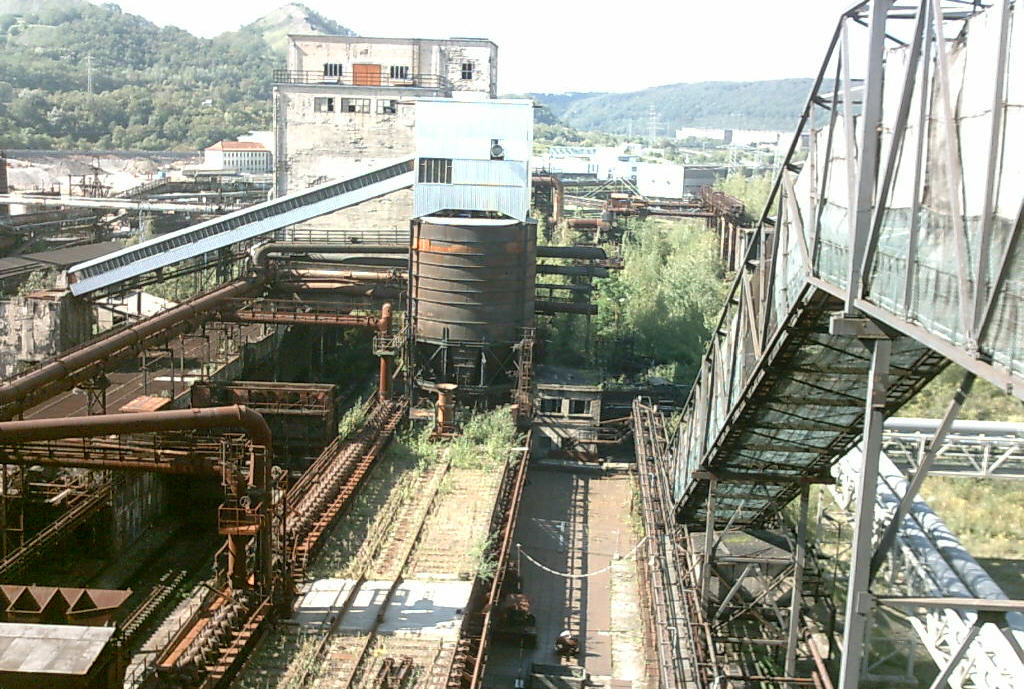
Blick von der Gichtbühne
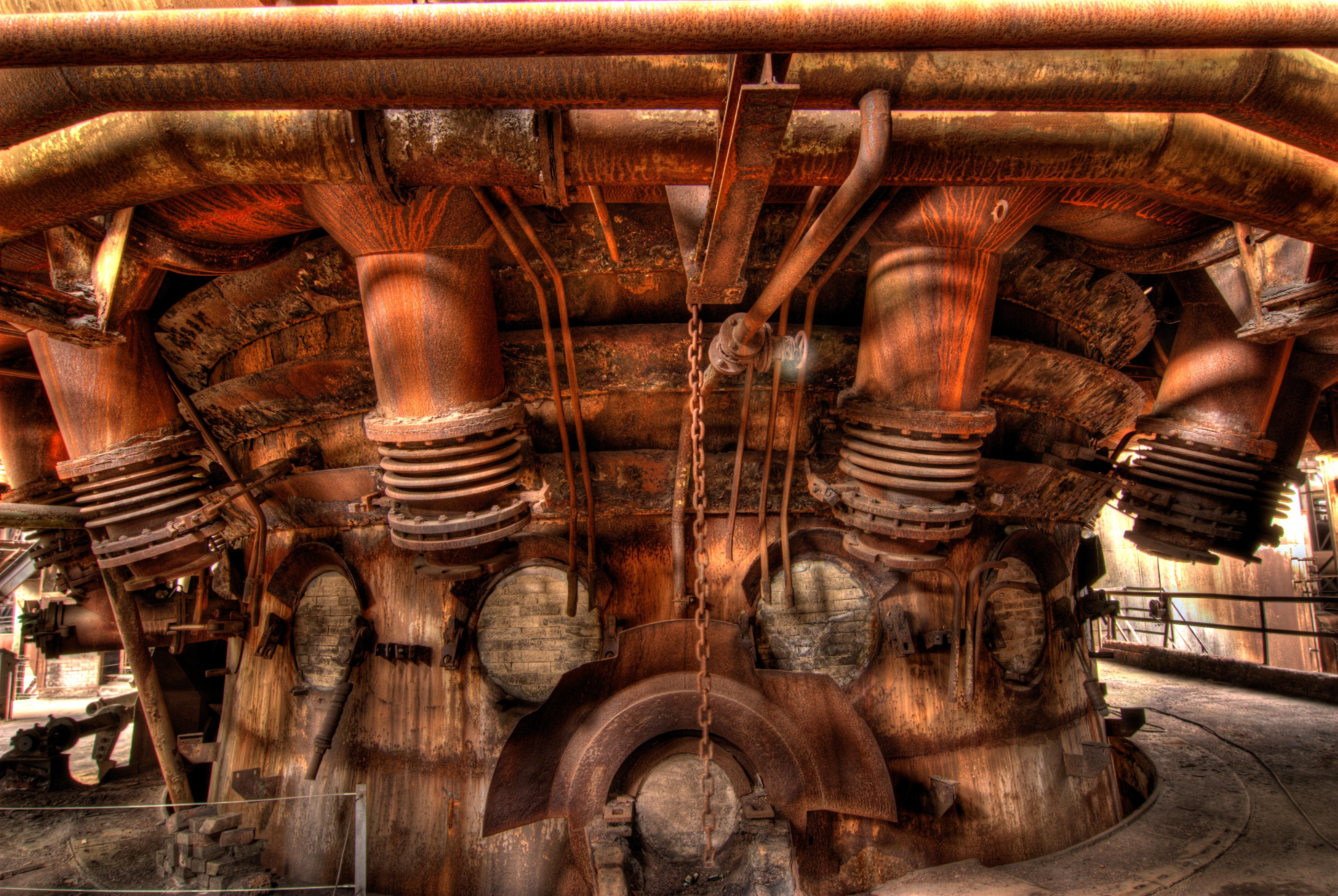
Detailaufnahme des Hochofens: die Abstichbühne

## Filme
- Völklinger Hütte (= Museums-Check. Folge 82). Reportage, 30 Min., Moderation: Markus Brock, Produktion: 3sat. Erstausstrahlung: 6. August 2023.[19]